# ما تو
ما تو هي آلة وترية لقومية منغوليا وهي من الأقليات القومية الصينية، وتسمى ب«ما تو» لأن في طرف ذراعها رأس خيل حيث تعني كلمة «ما تو» في اللغة الصينية رأس خيل. ويرجع تاريخ آلة ما تو إلى أوائل القرن الثالث عشر الميلادي، وتتعدد أنواعها بسبب اختلاف مناطق انتشارها. ففي غربي منغوليا الداخلية تسمى هذه الآلة ب«مولينهوور»، وفي شرقي المنطقة تسمى ب«تشاور». بدلت الأوتار المصنوعة من ذيل الخيل بأوتار النايلون، مما جعل الآلة أقوى صوتاً وأعلى نغمة. وبعد هذه الإصلاحات أصبحت آلة ما تو مناسبة جداً للعزف على خشبة المسرح وخارج القاعات.